# Madeleine Fromet
Madeleine Fromet (Chauny, 21 febbraio 1900 – Bordeaux, 4 aprile 1983) è stata un'attrice francese, attiva come attrice bambina nel cinema muto dal 1910 al 1912 (tra i 10 e i 12 anni d'età)..

## Biografia
Figlia d'arte (sia il padre Paul Fromet sia la madre Marie Robba erano attori), Madeleine Fromet viene avviata alla carriera attoriale assieme alla sorella minore Maria Fromet, destinata quest'ultima ad affermarsi come la principale attrice bambina del cinema muto francese negli anni dieci e quindi ad avere una lunga carriera teatrale di successo alla Comédie-Française.
L'attività di Madeleine si limita a una decina di pellicole, in ruoli prevalentemente di supporto, spesso al fianco della più celebre sorella. Secondo le convenzioni teatrali e cinematografiche dell'epoca, Madeleine fu impiegata indifferentemente in parti maschili e femminili . Il suo ultimo ruolo è anche il più impegnativo come coprotagonista nel 1912, al fianco della sorella, del film Les Deux Gosses, diretto da Adrien Caillard.
Da adulta Madeleine si sposa con il celebre attore francese Raymond Cordy.
Madeleine Fromet muore nel 1983 a Bordeaux, all'età di 83 anni.

## Filmografia
- La Cigale et la fourmi, regia di Georges Monca (1910)
- La Chatte métamorphosée en femme, regia di Michel Carré (1910)
- Pour les beaux yeux de la voisine, regia di Georges Denola (1910)
- La Grève des forgerons, regia di Georges Monca (1910)
- Fleur des maquis, regia di Georges Denola (1910)
- Athalie, regia di Albert Capellani e Michel Carré (1910)
- Philémon et Baucis, regia di Georges Denola (1911)
- Le Roman d'un jour, regia di Albert Capellani (1911)
- Le Secret du passé , regia di Georges Monca (1911)
- Les Deux Gosses, regia di Adrien Caillard (1912)